# شيانغيانغ
شيانغيانغ (بالصينية: 襄阳市 )‏ هي مدينة على مستوى محافظة، في جمهورية الصين الشعبية، تتبع خوبي، تبلغ مساحتها 19,724 كيلومتر مربع، رمزها البريدي هو Ville : 441000.

## الموقع
تشترك في الحدود مع:
- سويزهو.

## مدن توأم
المدن التوأم:
- رالي، كارولاينا الشمالية.

## التقسيمات الإدارية
- Xiangcheng, Xiangyang [الإنجليزية]‏
- فانتشينغ
- سيانغجو
- Nanzhang County [الإنجليزية]‏
- Gucheng County, Hubei [الإنجليزية]‏
- Baokang County [الإنجليزية]‏
- لاوهيكو  [لغات أخرى]‏
- مدينة تشاويانغ  [لغات أخرى]‏
- يى تشنغ  [لغات أخرى]‏.

## أعلام
- يان زيبي
- سون جيان
- تشين سان شي
- بانغ تونغ